# Coronado Chávez
José Coronado Chávez (8 de noviembre de 1807, Tegucigalpa, Honduras - 22 de junio de 1881) fue político, militar con el grado de General de División y electo Presidente constitucional del Estado de Honduras en el periodo de 1845 a 1847.
Coronado Chávez era hijo de una indígena de nombre María Mercedes Chávez, hombre de cuna muy humilde que aprendió el oficio de carpintero, se enroló en el ejército sin tener instrucción de academia militar, escalando rangos. Luego se internó en el ambiente político nacional, logrando ser Presidente del país.

## Vida política
En 1839 es nombrado Ministro General del Estado de Honduras. En ese mismo año siendo encargado del Ejército es enviado a Olancho para apaciguar unos levantamientos, en carta de fecha 15 de abril remitida al Intendente de Olancho, se manifiesta: "No habiendo podido reunir en ese departamento la tropa que se pidió, me ha ordenado contestarle, que tanto en vitud de lo que Ud. me indica, como de lo expuesto por la municipalidad y comandante de esa ciudad, en obsequio de la tranquilidad pública, ha comunicado que se suspenda la orden que se pide a dicha gente..."
En 1843 es nombrado Ministro de Relaciones Exteriores, en la administración del General Francisco Ferrera. más tarde, en 1844 es Secretario de Estado, en la misma administración de Ferrera; y en el mismo año 1844 a 1845 fue nombrado como Ministro Presidente en ausencia del presidente General Francisco Ferrera.

### Presidencia del Estado
José Coronado Chávez asumió la presidencia un 8 de enero de 1845; Chávez no tenía instrucción superior, era de oficio carpintero, pero fue el primer mandatario hondureño en acordar mediante Decreto emitido en fecha 10 de marzo de 1846, brindar apoyo a la Academia Literaria de Tegucigalpa primer centro de estudios superiores de Honduras y que después pasára a ser la Universidad del Estado y plena autorización para conferir Títulos.
Durante su gobierno sucedió la Guerra con El Salvador, Chávez apoyó al general Francisco Malespín en su intento de recuperar la presidencia, el conflicto concluyó con el "Tratado de Sensenti" en 1847. De orientación conservador, Coronado Chávez acompañaría al general Francisco Ferrera en el exilio, viviendo en El Salvador hasta su regreso a Honduras, donde fallecería en su última residencia en Comayagua.

### Miembros de su gabinete[3]
Los miembros del gabinete de gobierno del presidente Coronado Chávez fueron:
| Gabinete de Gobierno   | Gabinete de Gobierno                      | Gabinete de Gobierno |
| ---------------------- | ----------------------------------------- | -------------------- |
| cargo                  | Nombre                                    | Período              |
|                        |                                           |                      |
| Ministro de Relaciones | José María Cisneros/José Santos Guardiola | 1845-1845/1846-1847  |
| Ministro de Guerra     | Francisco Ferrera                         | 1845-1846            |
| Jefe de Sección        | Francisco Cruz Castro                     | 1845-1846            |
| Ministro de Hacienda   | Mariano Aguiluz                           | 1845–1846            |
| Ministro General       | José Francisco Zelaya y Ayes              | 1845–1847            |
| Jefe de Sección        | Francisco Fajardo                         | 1845–1847            |

La Asamblea Legislativa hondureña en cesión celebrada el 19 de marzo de 1846, declaró a José Coronado Chávez, como "Padre Conscripto" (Padre de la Patria) como homenaje póstumo a su labor.
El general José Santos Guardiola se presentó en Tegucigalpa el 21 de noviembre de 1848 y desconociendo la autoridad de la Asamblea Nacional Legislativa, y con el pretexto de haber rebajado los sueldos de comandantes militares y de haber establecido la "Contribución Única" comi impuesto y así solicitando la detención del general Francisco Ferrera y Coronado Chávez, mediante acusaciones políticas.

## Obras
En 1774 sucedió un terremoto que sacudió el "Valle de Comayagua" asimismo el caserío Valle de las Piedras, destruyéndolo todo y la iglesia local, de la que solo queda una pared en pie, en el año de 1814 los vecinos comienzan con la reconstrucción de la Catedral, gran parte de la iniciativa de esta obra se debió al esfuerzo del sacerdote José Felicitas Jalón, entre los obreros se encontraba un joven Coronado Chávez quién fue uno de los aprendizes de la carpintería.
La Iglesia de La Merced, situada en la ciudad colonial de Comayagua muestra un retablo del altar mayor elaborado por Coronado Chávez, alrededor del año de 1820.
La Iglesia Catedral Inmaculada Concepción ubicada en Juticalpa, departamento de Olancho, terminada en su totalidad en el año de 1847; contiene uno de los retablos y altar mayor construido por Coronado Chávez.